# Vier im roten Kreis
Vier im roten Kreis (Originaltitel: Le Cercle rouge) ist ein französisch-italienischer Gangsterfilm aus dem Jahr 1970. Drehbuchautor und Regisseur war Jean-Pierre Melville. Das Heist-Movie zeigt einen spektakulären, in Echtzeit und ohne Dialog ablaufenden Einbruch, eingebettet in eine längere Vorgeschichte und ein vergleichsweise kurzes Nachspiel. Die drei aus ganz unterschiedlichen Motiven handelnden Täter werden gespielt von Alain Delon, Yves Montand und Gian Maria Volonté; der ermittelnde Kommissar von André Bourvil.
Äußerlich mit sparsamen Mitteln arbeitend, knüpft der Film ein „subtiles und raffiniertes psychologisches Gewebe, Motivketten und sich immer neu schließende Bezugskreise“ zu einem „kunstvollen, hermetischen roten Kreis“. Melvilles vorletzter Film wird allgemein als sein reifstes Werk und als stilbildender noir-Klassiker betrachtet.

## Handlung
Der Profi-Einbrecher Corey wird nach fünf Jahren Haft wegen guter Führung vorzeitig aus dem Gefängnis von Marseille entlassen. Ein Wärter hat ihm zuvor den Tipp für einen lukrativen Deal gegeben: den Einbruch bei einem Pariser Nobeljuwelier (Mauboussin), dessen scheinbar perfektes Sicherheitssystem er ebenso zu kennen vorgibt wie die einzige Lücke darin. Corey begibt sich zunächst zu seinem Ex-Komplizen Rico, dessen Liaison mit seiner früheren Freundin er erahnt, und raubt Geld sowie eine Pistole. In einem Billardsalon wird er von zwei Handlangern Ricos gestellt; im Handgemenge wird einer der beiden tödlich getroffen; Corey erbeutet eine weitere Pistole und entkommt. Beide Waffen versteckt er in einer Tasche im Kofferraum seines neu erworbenen Wagens, mit dem er sich auf den Weg nach Paris macht, wo er auch wohnt. Unterwegs wird er zweimal von der Polizei kontrolliert, die nach dem flüchtigen Häftling Vogel fahndet.
Vogel konnte kurz zuvor aus dem Nachtzug Marseille–Paris entkommen, obwohl ihn sein Begleiter, der Pariser Kommissar Mattei, mit Handschellen fixiert hatte. Bei der zweiten Kontrolle weiß Corey, dass sich Vogel inzwischen in seinem Kofferraum befindet; er hatte zuvor im Autoradio von der spektakulären Flucht gehört, ihn bei einem Zwischenstopp auf einem Restaurantparkplatz einsteigen sehen und dessen Identität erahnt. Er täuscht die Polizei, macht sich mit Vogel bekannt und lässt ihn, im Kofferraum versteckt, weiter mitfahren. Kurz darauf wird er überholt, von der Straße gedrängt und gestoppt. Erneut sind es zwei Schergen Ricos (einer davon der Überlebende aus dem Billardsalon), die Corey berauben und liquidieren wollen. Vogel greift jedoch ein und erschießt beide, eine Privatfehde fingierend, mit deren Waffen. Zugleich besiegelt er damit das Bündnis mit Corey. Im Gegenzug beteiligt dieser ihn am geplanten Einbruch. Dafür brauchen sie, neben einem Hehler, auch noch einen Scharfschützen, der das Sicherheitssystem des Juwelierladens mit einem einzigen Gewehrschuss außer Kraft setzt. Ihre Wahl fällt auf den Ex-Polizisten Jansen, der den Job als Chance begreift, von seiner Alkoholsucht wegzukommen.
Parallel zur Vorbereitung ihres Coups läuft die Verfolgung von Vogel. Mit dessen Leitung beauftragt der Polizeipräsident, obwohl er ihm nach der Panne im Nachtzug misstraut, Kommissar Mattei. Routineermittlungen führen Mattei unter anderem zu Vogels Ex-Kumpan Santi, womit er auf der richtigen Fährte ist, denn Corey und Jansen nutzen dessen Nachtlokal als Treff. Letztlich ist es aber nicht nur dieser kleine Schönheitsfehler, der das Trio – außerhalb ihres perfekt ausgeklügelten und gelingenden Einbruchs – scheitern lässt. Rico kommt noch einmal ins Spiel, indem er aus dem Gefängniswärter die Wahrheit herauspresst und dann den Hehler, der zugesagt hatte, den erbeuteten Schmuck weiter zu veräußern, zum Rückzug überredet. Auf der Suche nach Ersatz wenden sich die drei an Santi und hätten auf dessen Loyalität vertrauen können, wäre nicht der Zufall Mattei zu Hilfe gekommen, als eine von ihm nur als Finte geplante Aktion gegen Santi überraschend ans Licht bringt, dass dessen Sohn tatsächlich kriminell ist. So kommt Mattei, getarnt als Hehler, in Santis Etablissement entscheidend zum Zuge und vermag Corey zu täuschen. Im Showdown, der fingierten Schmuckübergabe, greifen Vogel und Jansen noch einmal ein, können aber das Blatt nicht mehr wenden. Das Trio stirbt im Schusswechsel mit der Polizei.

## Form

### Titel
Der Film beginnt mit einem Epigraph oder Motto: Siddharta Gautama,/ der Buddha,// zeichnete mit roter Kreide/ einen Kreis und sagte:/ Wenn es vorherbestimmt ist,/ dass Menschen einander/ wiedersehen sollen,/ was auch immer ihnen geschieht,/ auf welchen Wegen sie auch wandeln,/ am gegebenen Tag werden sie einander/ unvermeidlich „im roten Kreis“ begegnen.// Rama Krischna.
Wie schon in Der eiskalte Engel hat Melville das einleitende Zitat selbst erfunden.
Im engeren Sinne sind es, wie der deutsche Titel suggeriert, die vier Hauptfiguren, die im finalen Showdown noch einmal aufeinandertreffen: Mattei als falscher Hehler; Corey als Boss des Trios und Einziger, der den Kommissar nicht kennt; Vogel, der Corey heimlich folgt, weil er Verdacht geschöpft hat; Jansen, der mit Mattei aus dem Polizeidienst gut bekannt ist und der auf seinen Anteil an der Beute bereits verzichtet hat, Corey aber aus Loyalität und Dankbarkeit begleitet.
Der französische Originaltitel Le cercle rouge (Der rote Kreis) lässt offen, welche der Figuren man darüber hinaus in den „Kreis“ einbezieht. Vier weitere Männer, die beim Showdown fehlen, aber ihn mit herbeigeführt haben, gehören gewiss dazu: Santi, Rico, der Hehler und der Gefängniswärter. Auch den zum Schluss hinzustoßenden Polizeipräsidenten kann man dazuzählen. Sein Dogma („Es gibt keine Unschuldigen. Die Menschen sind Verbrecher.“) scheint sich zu bestätigen, und konsequenterweise gehört ihm auch der Schlusssatz des Films, indem er gegenüber dem Kommissar noch einmal bekräftigt: „Alle Menschen, Monsieur Mattei.“
Leitmotivisch ins Bild gesetzt wird der rote Kreis gleich in der allerersten Einstellung: durch die rote Ampel, die der Fahrer, der Mattei und Vogel zum Bahnhof bringt, (auf Anordnung) überfährt; zugleich werden damit andere Leitmotive und Themen des Films angeschlagen: die Gesetzesübertretungen auch der Gesetzeshüter sowie die Rolle des Zufalls (ohne diesen Verstoß hätten beide möglicherweise den Zug verpasst, Vogel wäre dann mit Sicherheit nicht auf Corey getroffen usw.). Noch deutlicher ist der Verweis auf den Titel, als Corey vor seinem ersten Billardstoß die Queuespitze mit einem roten Kreis kreidet. Ebenso augenfällig sind die rote Billardkugel und später die rote Rose, die eine von Santis Animierdamen Corey unmittelbar vor dem ersten Treff mit dem getarnten Kommissar überreicht und die vor dem zweiten und letzten Treff auch Vogel in Händen hält.
Auf ganz unterschiedliche Aspekte machen folgende Interpretationen aufmerksam: das Rot als Kontrastsignal in einer insgesamt (gewollt) tristen Farbkomposition; der rote Kreis als Metapher für eine das Herz durchdringende Kugel; der sich in der Bildanimation schließende Kreis als Sinnbild für die schicksalhafte Verkettung zwischen den Männern.

### Genre
Vier im roten Kreis gehört zu den bekanntesten Heist-Movies und wird zu den Noir-Klassikern gezählt. Als Thriller kündigte ihn das deutsche Filmposter von 1970 an, und auch Melville selbst bezeichnete den Film so. Außerdem beschrieb er ihn als in einen französischen Kontext versetzten Western.
Ginette Vincendeau, Autorin des Buches „Jean-Pierre Melville: An American in Paris“, geht zunächst einmal davon aus, dass man Melvilles Werke zwei Gruppen zuordnen kann, Résistance- und Gangsterfilmen, und unterscheidet bei Letzteren noch einmal zwei Phasen: die frühe in den 1950er Jahren und die „klassische“, die 1962 mit Der Teufel mit der weißen Weste beginnt und zu der auch Vier im roten Kreis gehört.
In Verbindung mit seiner Provenienz klassifizierte Wolf Donner Vier im roten Kreis bei dessen Erscheinen als französischen Gangsterfilm – ein für ihn seinerzeit ebenso fest definiertes Genre wie der Italo-Western. In Melvilles vorletztem Film sah er dies exemplarisch bestätigt, da er alles enthalte, was dieses Sub-Subgenre des Krimis kennzeichne: vom großen Coup und der Verfolgung eines geflüchteten Häftlings über unsentimentale Männerfreundschaften bis zu der Tatsache, dass Korruption und Brutalität hier wie dort, bei den Gangstern wie bei der Polizei, üblich seien.

### Stil
„Ein Thriller“, warb die Tagline des deutschen Filmposters, „hart wie Granit, kalt wie Polareis und logisch wie eine mathematische Gleichung.“ Noch pointierter formulierte Wolf Donner seinerzeit: Melvilles Filme seien „von einer faszinierenden kalten Schönheit, konsequent unrealistisch, ästhetisiert, stilisiert, permanent voll kühler, sirrender Spannung“.
Ein wenig sachlicher wiederum urteilt Ginette Vincendeau aus heutiger Sicht: Melvilles klassische Gangsterfilme seien lakonischer als seine frühen und visuell weniger opulent; Musik werde sparsamer eingesetzt, und die Schauspieler agierten zurückgenommener. Besonders deutlich werde dieser Wandel an Jean-Paul Belmondo, der zuvor gern ungestüm auftrat – anders als Alain Delon, der das reduzierte Spiel schon mitbrachte und der genau aus diesem Grund dann auch Hauptdarsteller in Melvilles letzten drei Gangsterfilmen wurde.
Auch Chris Fujiwara meint, Melville biete dem Zuschauer weder „Action“ noch „Suspense“ im landläufigen Sinne, und erlebt dessen Filme als kontemplativ. Regisseur John Woo schließlich bewundert Vier im roten Kreis speziell dafür, dass in ihm so viel geschwiegen wird – nicht nur während der 20 Minuten dauernden Einbruchsszene.

## Interpretation
Nach Ansicht von Ginette Vincendeau gibt es drei Schlüsselfaktoren, die helfen, die Eigenart von Melvilles Werken zu verstehen.
Einer davon ist seine leidenschaftliche Liebe zum Kino – speziell zum amerikanischen Film und zur amerikanischen Kultur überhaupt. Ein Interview, das Melville den Cahiers du Cinema 1961 gab, erhellt laut Vincendeau, dass er am amerikanischen Film zwei Vorzüge besonders bewunderte und ihnen nacheiferte: die Unterhaltung und die Professionalität. Melvilles Passion für Amerika habe ihn dann zum Gangsterfilm geführt, durch den er schließlich selbst Popularität erlangte.
Der zweite Aspekt ist Melvilles Persönlichkeit. In seinem Metier als Regisseur galt er als extrem schwierig, weil perfektionistisch, fordernd, autoritär, ja tyrannisch – genoss aber zugleich höchste Wertschätzung für seine Fachkenntnis und Meisterschaft. Eine gewisse Wesensverwandtschaft zwischen dem Autor und einigen seiner Geschöpfe ist nicht zu übersehen. So werden oft Männer gezeigt, die über besondere Fertigkeiten verfügen und die, um sie zu „vergolden“, große Anstrengungen unternehmen, sodass sie sich trotz Scheiterns Hochachtung verdienen.
Ein dritter Gesichtspunkt schließlich sind die Jahre des Zweiten Weltkriegs: Melvilles Teilnahme an der Résistance, aber auch das Erleben der durch die Niederlage und Besatzung ausgelösten Scham. Aus dieser existenziellen Erfahrung erklären sich einige seiner immer wiederkehrenden Themen: Geheimhaltung, Vertrauen, Verrat – Themen, die auch in seinen Gangsterfilmen eine wichtige Rolle spielen.
Zugleich sind diese ihn prägenden Jahre ein Schlüssel zum Verständnis der „Männlichkeit“ in seinen Filmen. Allein schon quantitativ dominieren bei ihm stets Männer – und nirgendwo so ausschließlich wie in Vier im roten Kreis. Melville selbst meinte, mit dem Verzicht auf Frauen hätte er sich die Aufgabe nicht gerade erleichtert. Dessen ungeachtet, so Chris Fujiwara, habe Melvilles Liebe zu einer bestimmten „idealisierten Männlichkeit“ vielleicht gerade in Vier im roten Kreis ihren vollkommensten Ausdruck gefunden.
Ginette Vincendeau entdeckt in den männlichen Protagonisten Melvilles zum einen Nostalgie (die Sehnsucht nach einer Art „Vorkriegszeit“, in der ihr Ehrenkodex noch galt) und zum anderen Melancholie, also eine gebrochene Männlichkeit. Zwar lebten sie autark, würden aber dadurch weder reich noch glücklich, und Melville ließe sie nicht als Machos triumphieren. Ihre Männlichkeit würde also nicht verherrlicht, sondern kritisch hinterfragt.
Neben einem weiteren Persönlichkeitsmerkmal Melvilles (obwohl verheiratet, beschrieb er sich als einsam) gründet sich das melancholisch getönte Einzelgängertum seiner Helden auf einer zweiten historischen Erfahrung, die er mit nicht wenigen seiner Zeitgenossen, insbesondere Intellektuellen, teilte: dem Existentialismus.

## Entstehung

### Vorgeschichte
Schon 20 Jahre, bevor er Vier im roten Kreis realisierte, also etwa seit 1950, trug sich Melville mit dem Gedanken, ein Heist-Movie zu drehen. Er sei auch schon vorgesehen gewesen als Regisseur von Rififi, das eine ähnlich lange Einbruchsszene enthält, in der kein Wort fällt. Ein halbes Jahr später erfuhr er dann, dass an seiner statt Jules Dassin zum Zuge kommen sollte, der allerdings zur Bedingung machte, dass Melville sein Einverständnis gab, was dieser auch tat.

### Einflüsse
Der Filmkritiker Chris Fujiwara meint in Vier im roten Kreis unter anderem den Einfluss von Regisseuren wie Sergio Leone, Howard Hawks, Louis Feuillade und Josef von Sternberg zu erkennen; andere verweisen auf konkrete Filme: neben Rififi zum Beispiel auf John Hustons Asphalt-Dschungel, Robert Wise' Wenig Chancen für morgen, Henri Verneuils Der Clan der Sizilianer, Claude Lelouchs Voyou - Der Gauner und Yves Boissets Ein Bulle sieht rot.
Nicht zuletzt erkennt man aber auch Melvilles eigene Handschrift wieder. Das deckt sich mit dessen Selbstaussagen. „Ich mache immer ein wenig denselben Film“, konzedierte er allgemein, und mit Bezug auf Vier im roten Kreis meinte er, dieser sei wie ein Extrakt aus allen thrillerartigen Filmen, die er vorher gemacht habe.

### Besetzung
Alain Delon hatte schon drei Jahre zuvor die Hauptrolle in Melvilles Der eiskalte Engel gespielt – und übernahm diesen Part noch einmal in dessen letztem Film, Der Chef. Von den „Vier im roten Kreis“ war Delon allerdings der einzige Wunschkandidat, der dann tatsächlich die ihm zugedachte Rolle spielte. Für die anderen drei Protagonisten hatte Melville zunächst andere Darsteller im Sinn: Lino Ventura als Mattei, Jean-Paul Belmondo als Vogel und Paul Meurisse als Jansen. Ihr Engagement kam aus verschiedenen Gründen nicht zustande.
Die Zusammenarbeit mit den Schauspielern, die Melville schließlich verpflichtete, beschrieb er wie folgt: André Bourvil (Mattei) sei zwar kein typischer „Melville“, habe aber seiner Rolle, ebenso überraschend wie passend, ein wenig Humanität hinzugefügt; Yves Montand (Jansen) sei – wie er selbst auch und anders als Delon – ein Perfektionist, aber äußerst engagiert und als etwa Gleichaltriger ideal als „Medium“, weshalb er noch viele Filme mit ihm zu machen hoffe – im Gegensatz zu Gian Maria Volonté, auf den Melville aufgrund von dessen Rolle in Die Banditen von Mailand gestoßen sei, bei dem er aber zu keiner Zeit das Gefühl gehabt habe, mit einem professionellen Schauspieler zu arbeiten.

### Dreharbeiten
Seinen „mit Abstand schwierigsten Film“ nannte Melville Vier im roten Kreis und dachte dabei offenbar vor allem an die Regiearbeit. Der Drehbuchautor Melville, der er wie üblich auch hier war, habe es dem Regisseur Melville alles andere als leicht gemacht: Immer wieder sei er beim Schreiben an den Punkt gekommen, an dem er sich sagte: „Das wird schwierig zu filmen sein, aber es soll mich nicht kümmern, ich will es machen.“ Und letztendlich habe er alles so umgesetzt, wie er es geschrieben hatte – mit der Einschränkung, dass aus den geplanten 50 Drehtagen 66 wurden.

### Drehorte (Auswahl)

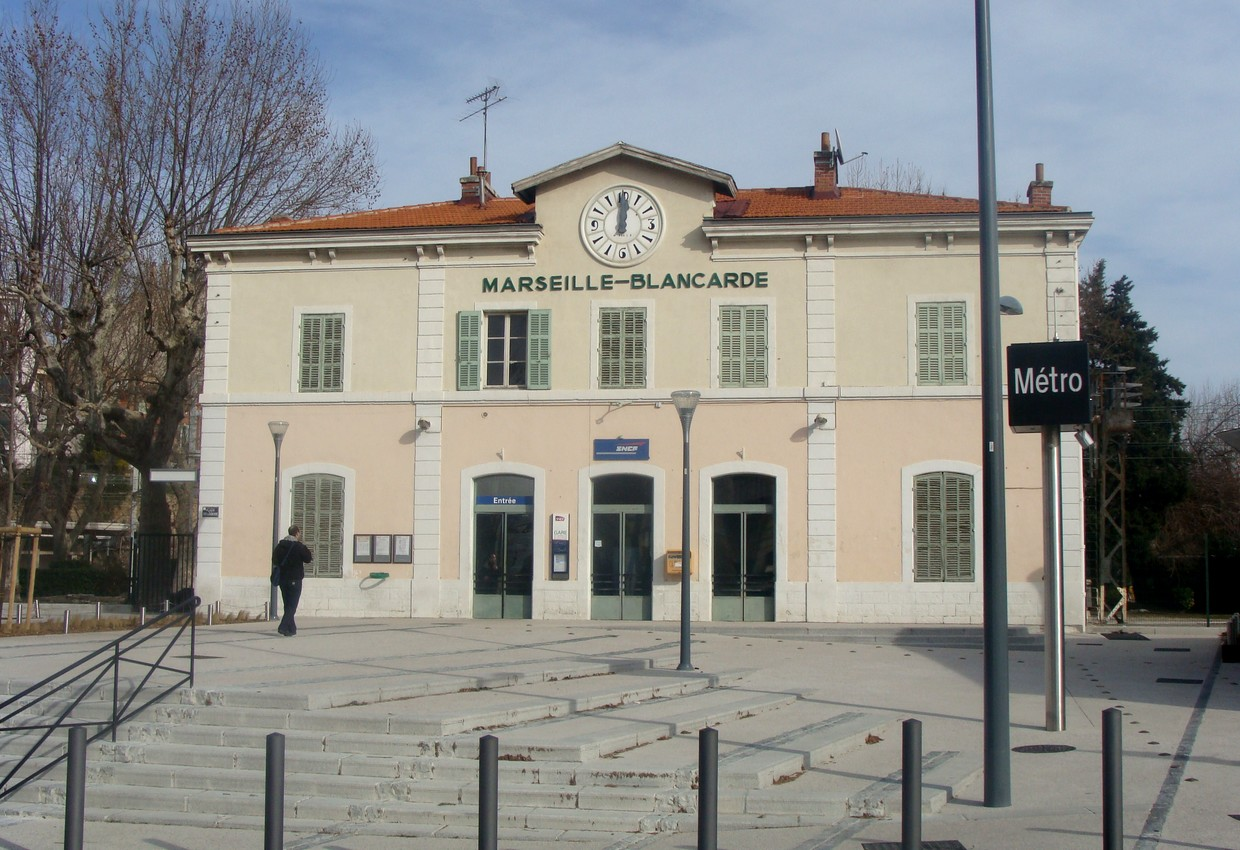
Marseille-Blancarde: Mattei und Vogel besteigen den Nachtzug nach Paris.
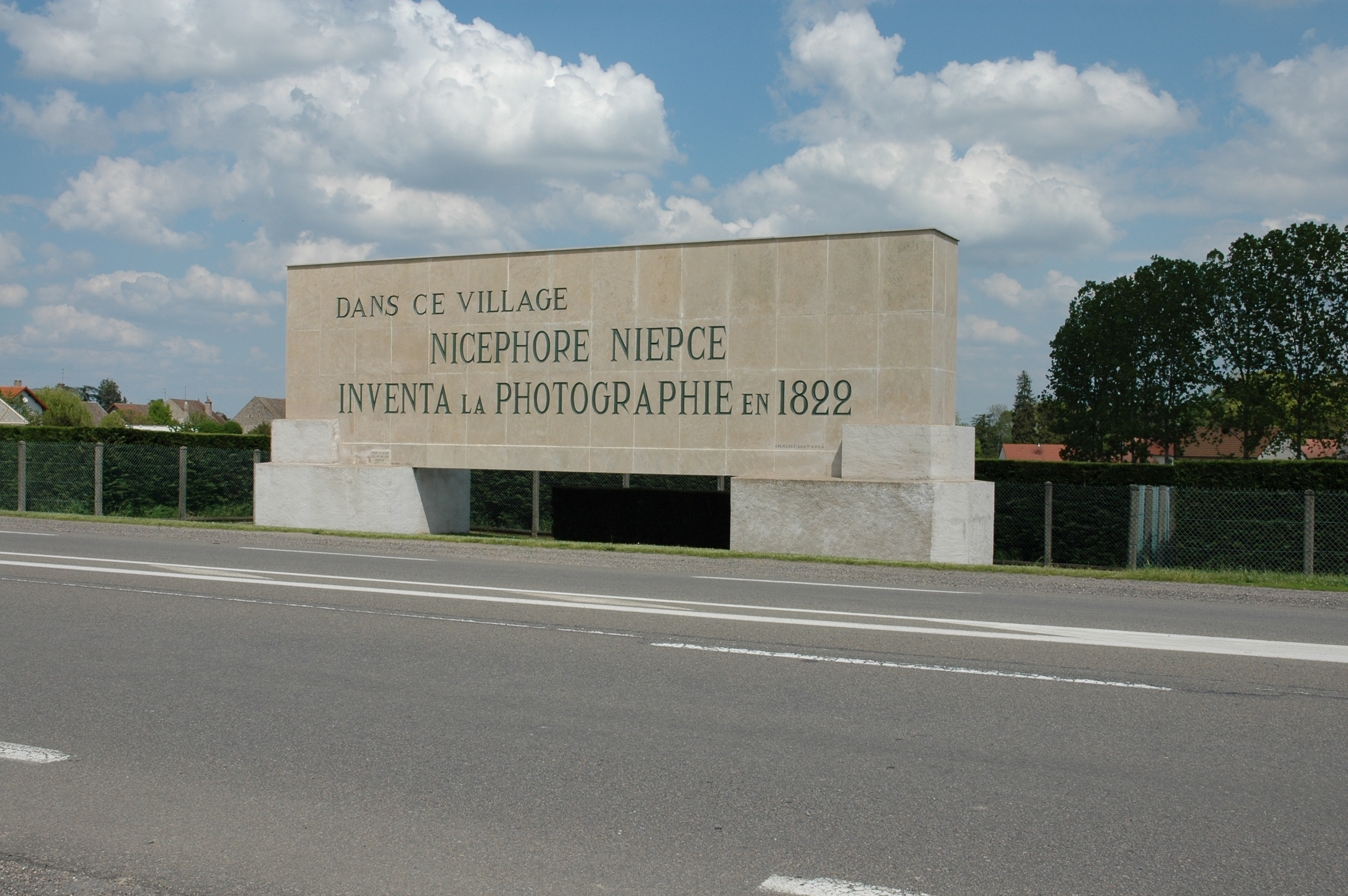
Saint-Loup-de-Varennes: Corey wird zum ersten Mal von der Polizei kontrolliert.
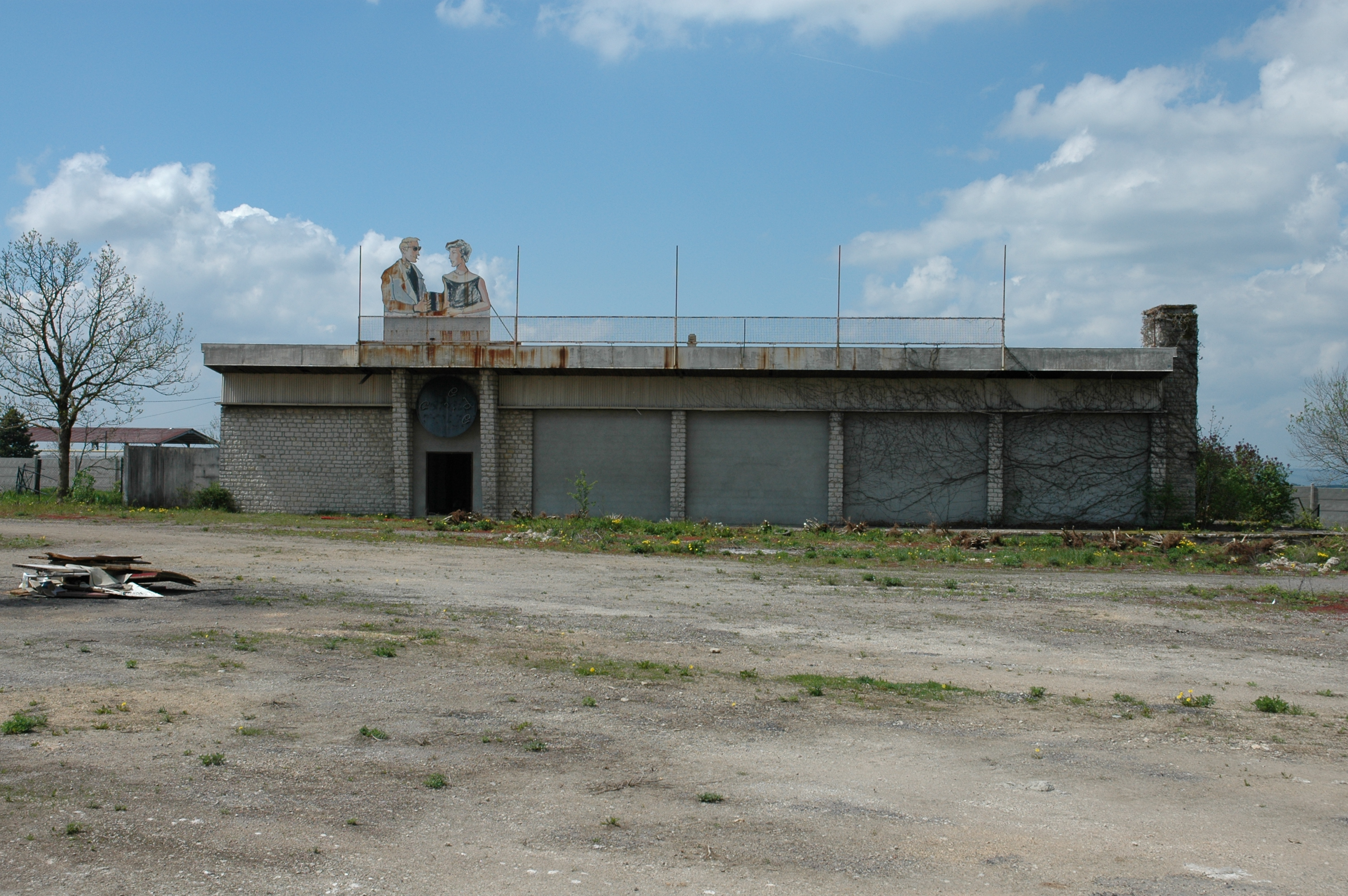
La Rochepot: Vogel steigt heimlich in den Kofferraum von Coreys Wagen.
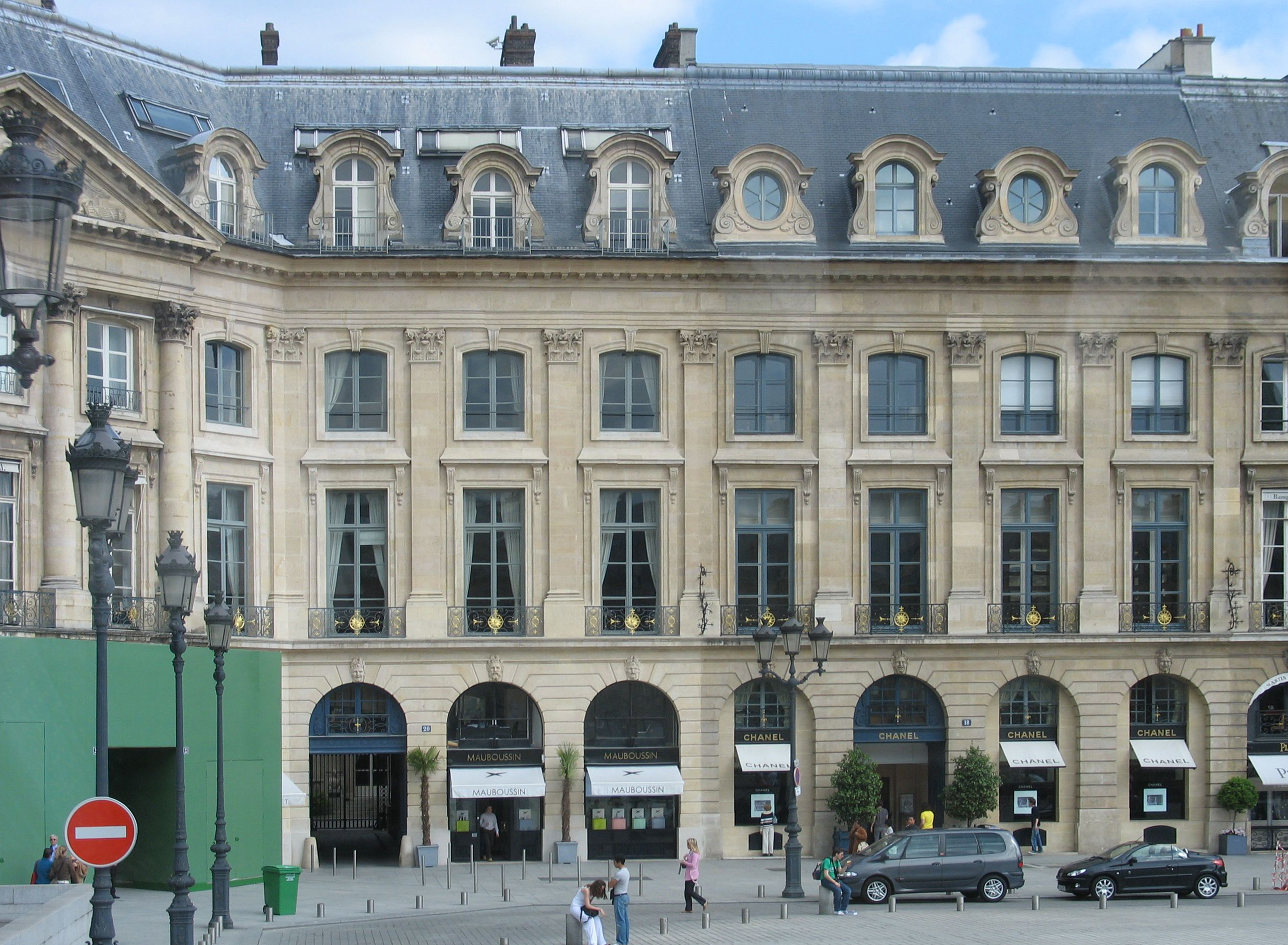
Paris, Place Vendôme: Ziel- und Tatort des Trios – der Nobeljuwelier.
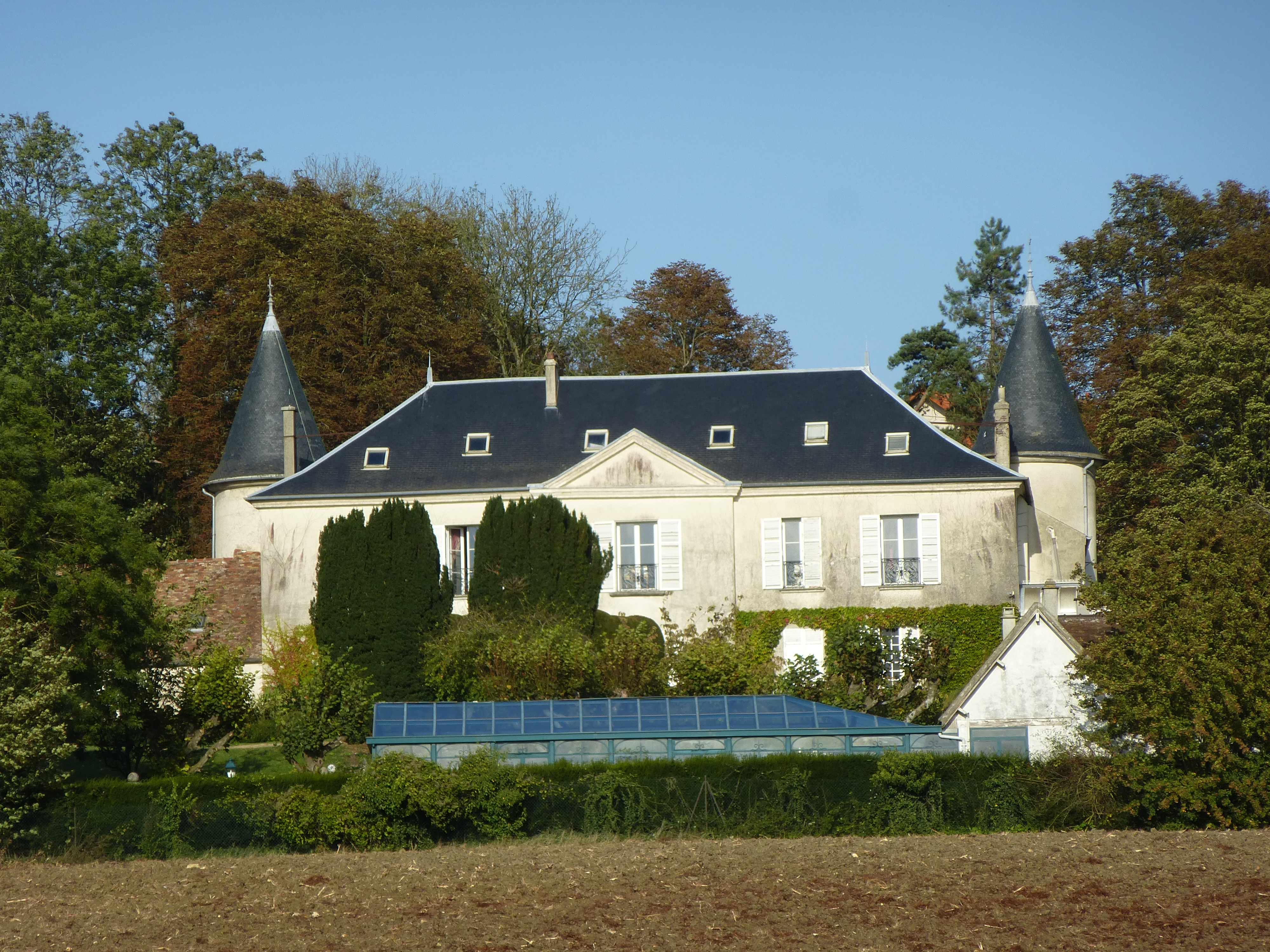
Monthyon: Ort des Showdown, der fingierten Schmuckübergabe.

### Filmmusik
Im Soundtrack des Films verwendete Éric Demarsan auch Jazzmusik; dabei kamen in mehreren Titeln Daniel Humair, Georges Arvanitas, Guy Pedersen, Bernard Lubat, Raymond Guiot und der Akkordeonist Joss Baselli zum Einsatz. Der Jazzmusiker André Ekyan hatte eine Nebenrolle (Rico). Die Musik sollte eigentlich Michel Legrand komponieren; er wurde dann während der Produktion ersetzt durch Demarsan.

### Synchronisation
| Rolle  | Schauspieler       | Synchronsprecher   |
| ------ | ------------------ | ------------------ |
| Corey  | Alain Delon        | Christian Brückner |
| Mattei | André Bourvil      | Helmo Kindermann   |
| Jansen | Yves Montand       | Arnold Marquis     |
| Vogel  | Gian Maria Volonté | Heinz Petruo       |

## Rezeption
Nachdem Melville sich selbst von Anfang an als Außenseiter positioniert hatte, wurde er zunächst von der Kritik auch entsprechend gering geschätzt. Das änderte sich erst mit den „Klassikern“ seiner Gangsterfilme, von denen Vier im roten Kreis der vierte und vorletzte ist. Nach seinem Tod wurde Melville dann mehrmals wiederentdeckt, so in den 1990er Jahren vor allem als Stilist, und eine Dekade später als Moralist.
Warum Vier im roten Kreis weit über ein gewöhnliches Heist-Movie hinausgeht, wird von Roger Ebert und Hauke Goos fast gleichlautend begründet: Zwar werde der Einbruch minutiös gezeigt, dennoch gehe es weniger um die Tat selbst, „sondern um das, was danach kommt: um Verlässlichkeit und Loyalität, um Regeln der Ehre und darum, dass Misstrauen und Einsamkeit am Ende alle Figuren zwangsläufig zusammenführen – in jenen von Melville erfundenen ‚roten Kreis‘.“
Dass es bei Melville kein „Gut und Böse“, keine „Grenze zwischen Gesetz und Verbrechen“ gibt, deklariert Wolf Donner als dessen „pessimistisches Credo“. Dieses Melville oft angeheftete Attribut greift auch Ginette Vincendeau auf, um auf ein Paradoxon hinzuweisen: Je pessimistischer seine Filme wurden, umso mehr sei ihre Popularität gestiegen. Sie selbst erklärt es sich so: Melville nutze zwar das Medium Film, um seinem Pessimismus Ausdruck zu verleihen, aber die Filme wirkten nicht pessimistisch oder bedrückend, weil das Vergnügen des Regisseurs am Filmemachen sich dem Zuschauer mitteile und einer negativen Stimmung entgegenstehe.
„Mit seinem Gangsterepos Vier im roten Kreis landete Jean-Pierre Melville schließlich seinen weißen Wal“, eröffnet Michael Sragow seinen Begleitessay zur Criterion Collection-Edition von Vier im roten Kreis im Jahre 2003. In Anspielung auf Moby Dick, das Hauptwerk von Herman Melville, dessen Namen der junge Résistance-Kämpfer Jean-Pierre Grumbach annahm, adelt er so Melvilles vorletzten Film als dessen Meisterwerk. Melville habe darin all seine lebenslange Kennerschaft und seine 15-jährige Erfahrung als Genre-Spezialist verdichtet; zwar erscheine der Juwelenraub nicht so großartig wie die Jagd nach dem weißen Wal, aber in beiden Werken gehe es gleichermaßen um menschliche Hybris, Stärke und Fehlbarkeit und damit um einen genuinen Fall von moralischem Zwiespalt.
Michael Sragows hohe Meinung zu Vier im roten Kreis wird von nicht wenigen renommierten Kritikerkollegen geteilt, beispielsweise Roger Ebert und Peter Bradshaw. Auch Regisseure zählen sich zu den Bewunderern des Films und dessen Schöpfer, unter anderem John Woo, Jean-Pierre Dardenne, Quentin Tarantino, Jim Jarmusch und Aki Kaurismäki.

### Kassenerfolg
In Frankreich rangiert der Film im Erscheinungsjahr (1970) in der Zuschauergunst auf Platz 5.

### Auszeichnungen
Nachdem das British Film Institute (bfi) den Film restauriert und überarbeitet hatte, um ihn in voller Länge auf DVD zugänglich zu machen, wurde Vier im roten Kreis 2002 anlässlich des Filmfestivals in Cannes gezeigt und in die Hall of Fame des Festivals, die sog. 'Heritage-Section' aufgenommen.

## Trivia
- Melville orientierte sich bei der Ausstattung sehr an amerikanischen Vorbildern. Er selbst trug am Set stets einen Stetson. Als Reminiszenz an den klassischen amerikanischen Kriminalfilm sind die meisten Akteure in helle, vereinzelt auch dunkle Trenchcoats gekleidet. Ebenso fahren sie durchweg große amerikanische Autos: Corey lenkt während des gesamten Films einen schwarzen Plymouth Fury (Modell 1966). Die beiden Gangster, die Coreys Wagen in einem Wald zum Halten und ihn zum Aussteigen zwingen, sind in einem blauen 1965er Chevrolet Impala unterwegs. Der alkoholkranke Ex-Polizist Jansen steuert einen 1968er Mercury Station Wagon. Vor dem Einbruch bei dem Juwelier parkt Corey seinen Wagen hinter einem 1969er Pontiac Firebird 400. Als Corey zu Filmbeginn eine zweite Polizeikontrolle passiert, hält in der Warteschlange vor ihm ein grüner 1966er Ford Mustang. Dabei handelte es sich um Melvilles Privatfahrzeug.

- Mattei, der offenbar seine Frau verloren hat (siehe Foto auf einem Tisch), lebt allein mit drei Katzen. Melville, der verheiratet war, hatte ebenfalls drei Katzen.

- Der Knopf des Sicherheitssystems, den Jansen aus 20 Meter Entfernung anvisiert, trägt die Initialen JPM. Das kann man auf den Juwelier Mauboussin beziehen, aber natürlich auch auf den Autor und Regisseur.

- Beim Billardspiel zeichnet Corey auf die Lederspitze (Pomeranze) seines Queues einen roten Kreidekreis. Ein doppelter Kunstgriff Melvilles, ist doch die zum Behandeln der Queue-Spitze gedachte Billardkreide traditionell blau (seltener grün), aber keineswegs rot.

- Die von Corey mit drei Bällen gespielte Billard-Variante ist Karambolage. Dessen Grundregel, dass der Spielball die beiden anderen treffen muss, wird in der sich anschließenden „Karambolage“ mit den zwei Handlangern Ricos gespiegelt, indem Corey den auf ihn gerichteten Revolver des ersten Mannes so ablenkt, dass der Schuss den zweiten trifft.

## Editionen (Auswahl)
- SZ-Cinemathek. 2007 (DVD). Deutsche Synchronfassung und französische Version mit nicht ausblendbaren deutschen Untertiteln; keine Extras.
- Arthouse. 2010 (Blu-ray), 2011 (DVD). Deutsch und Französisch; Extras: Einführung von Ginette Vincendeau (englisch mit deutschen Untertiteln), Trailer.
- The Criterion Collection. 2011 (Doppel-DVD und Blu-ray). Englisch und Französisch. Extras: u. a. Interviews mit Melville, Alain Delon, Yves Montand, André Bourvil, Regieassistent Bernard Stora und Melville-Biograph Rui Nogueira; zusätzlich ein 24-seitiges Booklet, u. a. mit Essays von Filmkritikern und einem Interview mit dem Komponisten Éric Demarsan.